# Amerikaanse presidentsverkiezingen 1800
De Amerikaanse presidentsverkiezingen van 1800 resulteerden, na een lange twist, in een overwinning voor de uit Virginia afkomstige Thomas Jefferson. Aaron Burr werd tot vicepresident verkozen.

## Campagne
De verkiezingen van 1800 gingen, evenals die van vier jaar ervoor, tussen John Adams en Thomas Jefferson. De running mate van Jefferson was Aaron Burr. Net als in 1796 was de campagne er een van persoonlijke aanvallen en grote tegenstellingen tussen de Federalisten van zittend president Adams en de Democratisch-Republikeinen van Jefferson en Burr. De Federalisten werden als pro-Brits afgeschilderd, en de partij van Jefferson op haar beurt als te veel gelieerd aan de Franse Revolutie.
Binnenlands was de tegenstelling tussen beide partijen vooral merkbaar op het gebied van States-rights, de rechten van de individuele staten tegenover het centrale gezag in Washington. De Federalisten waren voor een sterke centrale regering, terwijl hun opponenten meer rechten aan de staten wilden voorbehouden.
Adams had tegenstand van zowel zijn politieke opponenten als van elementen in zijn eigen partij, met name de fractie die onder leiding van Alexander Hamilton stond.
Tijdens de verkiezingen was Adams vooral sterk uit de bus gekomen in het noordoosten van het land, zoals in New England, terwijl Jefferson vooral steun kreeg vanuit de zuidelijke en de nieuwere staten in het westen van het land.

## Presidentskandidaten

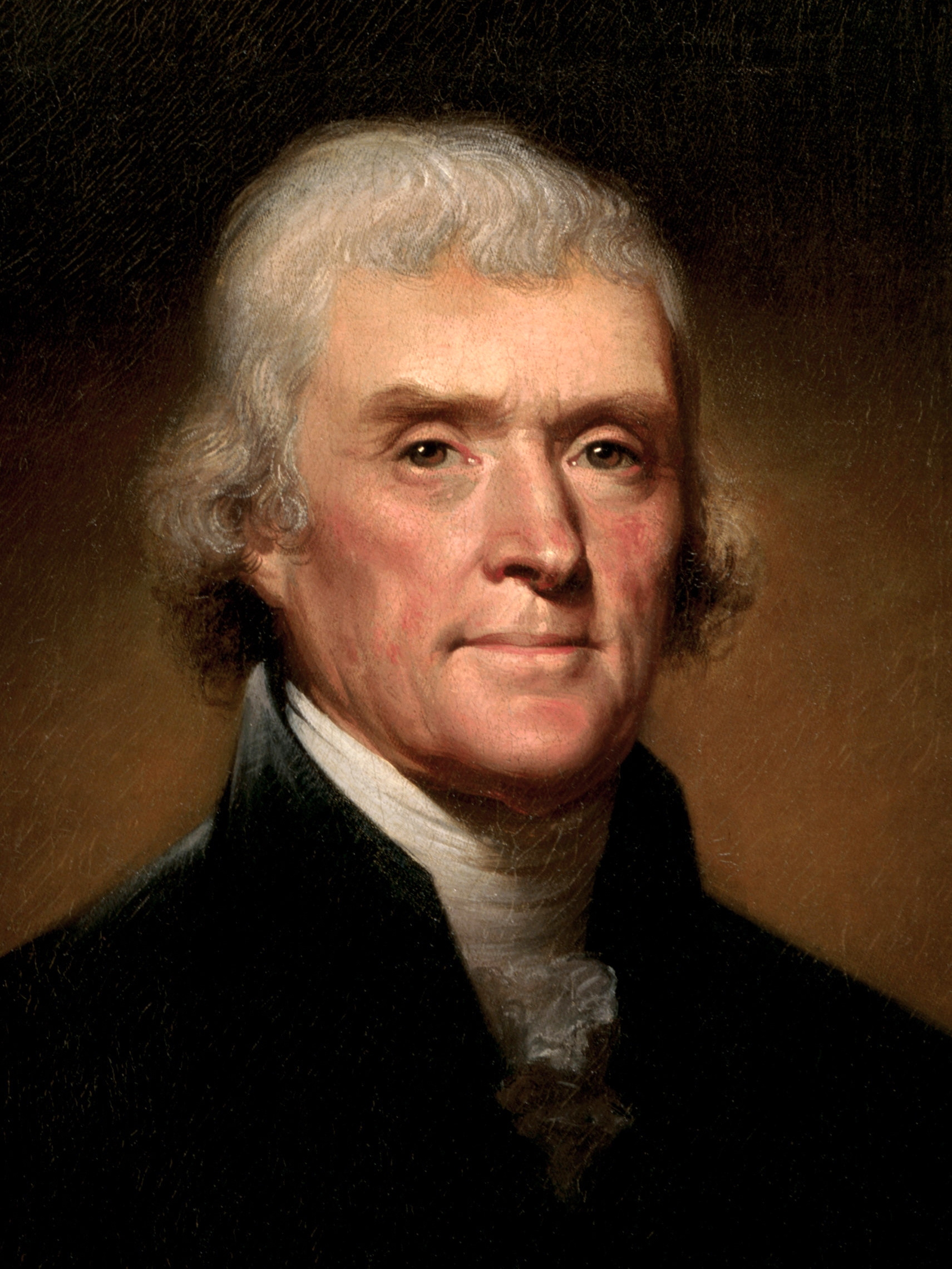
Vicepresident Thomas Jefferson uit Virginia Democratisch- Republikeinse Partij
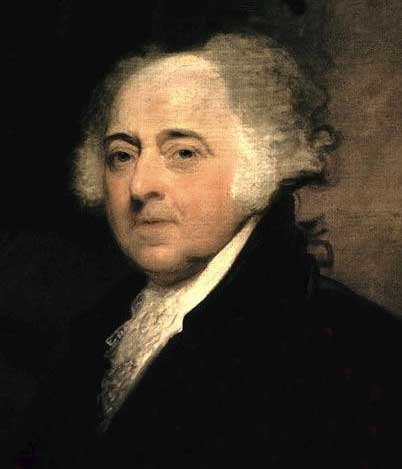
President John Adams uit Massachusetts Federalistische Partij

- Vicepresident 
 Thomas Jefferson 
 uit Virginia 
 Democratisch-
Republikeinse Partij
- President 
 John Adams 
 uit Massachusetts 
 Federalistische Partij

## Kiessysteem
Het kiessysteem in de Verenigde Staten bestaat er uit dat de kiezer niet direct de president kiest maar kiesmannen die het kiescollege vormen. Het is uiteindelijk het kiescollege waar de feitelijke stemming voor het presidentschap plaatsvindt.
Totdat in 1804 het 12e amendement op de grondwet werd aangenomen, bracht iedere kiesman twee stemmen uit, zonder specifiek te bepalen welke stem voor het presidentschap was en welke voor het vicepresidentschap. De kandidaat met het hoogste aantal stemmen en een meerderheid van het kiescollege, werd de president-elect, terwijl de daaropvolgende kandidaat met de meeste stemmen het vicepresidentschap veroverde.
Daar elke kiesman die voor Jefferson en diens running mate Burr had gekozen, ook daadwerkelijk zijn twee stemmen op deze twee kandidaten uitbracht, eindigden beiden met 73 stemmen in het Kiescollege. Het plan van de Democratisch-Republikeinen was om één kiesman niet voor Burr te laten stemmen, zodat Jefferson één stem meer zou krijgen en dus president zou worden. Dit plan mislukte, en beide kandidaten hadden evenveel stemmen. Door de gelijke stand in het kiescollege werd, zoals uitgestippeld in de Amerikaanse grondwet de knoop in het Huis van Afgevaardigden doorgehakt.
Het 12e amendement wijzigde deze procedure, zodat een kiesman duidelijk moest maken welke keuze hij voor de president, respectievelijk de vicepresident, maakte.

## Beslissing in het Huis van Afgevaardigden
De gelijke stand tussen Jefferson en Burr leidde ertoe dat het Huis van Afgevaardigden de beslissing moest nemen in het voordeel van een van beide kandidaten. Onder de bepalingen van de grondwet stemden de delegaties van elke staat als één geheel en niet individueel. Er waren op dat moment 16 staten in de Unie en tijdens de eerste 35 stemronden in het Huis veroverde Jefferson telkens 8 staatsdelegaties, één te weinig voor een meerderheid.
Een van de leiders van de Federalisten, Alexander Hamilton, zette zich uiteindelijk in voor de keuze van Jefferson, die hij als een minder gevaarlijk man dan Burr kenschetste. Hierdoor zouden enkele Federalisten in het Huis hun steun omgooien naar Jefferson, die hierdoor in de 36e stemronde uiteindelijk 10 staten verkreeg, tegenover 4 staten voor Burr.

## Uitslag
| Kandidaat        | Partij                            | Kiesmannen | PercentageZie voetnoot |
| ---------------- | --------------------------------- | ---------- | ---------------------- |
| Thomas Jefferson | Democratisch-Republikeinse Partij | 73         | 52,9%                  |
| Aaron Burr       | Democratisch-Republikeinse Partij | 73         | 52,9%                  |
| John Adams       | Federalistische Partij            | 65         | 47,1%                  |
| Charles Pinckney | Federalistische Partij            | 64         | 46,4%                  |
| John Jay         | Federalistische Partij            | 1          | 0,7%                   |
| Totaal           | -                                 | 276        | 200%                   |

Voetnoot: De percentages in deze kolom zijn gebaseerd op de twee stemmen die elke kiesman uitbracht en zijn daardoor bij elkaar opgeteld 200%.
| Naam            | Thomas Jefferson                  | John Adams                            |
| Partij          | Democratisch-Republikeinse Partij | Federalistische Partij                |
| Thuisstaat      | Virginia                          | Massachusetts                         |
| Running mate    | Aaron Burr                        | Charles Cotesworth Pinckney, John Jay |
| Kiesmannen      | 73                                | 65                                    |
| Gewonnen staten | 8                                 | 7                                     |
| Aantal stemmen  | 41,330                            | 25,952                                |
| Percentage      | 61.4%                             | 38.6%                                 |